# 2017-es Dajr ez-Zaur-i rakétatámadás
2017. június 18-án az elrendelés éjszakája hadművelet (perzsául: عملیات لیلةالقدر) keretében az iráni Forradalmi Gárda a hónap korábbi felében bekövetkezett 2017-es teheráni támadásokra válaszul hat föld-föld ballisztikus rakétát lőtt ki saját fennhatóságú területekről az Iszlám Állam Dajr az-Zaur kormányzóságban lévő erői ellen. Másnap az IRGC olyan légi elvételeket tett közzé, melyeket a saját, damaszkuszi telephelyű drónjai készítettek, s melyeken a hadművelet látható. Ez alapján meg lehet erősíteni, hogy a rakéták sikeresen és pontosan eltalálták célpontjaikat.
Ez volt Irán első külföldre irányuló éles ballisztikusrakéta-bevetése az 1980-as években folyt irak–iráni háború befejezése óta.
A Forradalmi Gárda egyik, a támadással kapcsolatban kiadott közleménye szerint arra figyelmeztetik a terroristákat és „a regionális valamint transzregionális” támogatóikat, hogy ne hajtsanak végre újabb terrorista támadást Irán területén. Azzal fenyegettek, hogy nagyobb intenzitású választ adnak, ha ismét megsértik Irán biztonságát.

## Előzmények
Az Iszlám Konzultatív Gyűlés és Ruholláh Homeini Mauzóleuma ellen elkövetett 2017-es teheráni támadásokban – melyet az Iszlám Állam vállalt magára – az elkövetőn kívül további 18 ember meghalt. Az iráni Forradalmi Gárda azonnal bejelentette, hogy válaszlépéseket tesz. Irán legfőbb vezetője, Ali Hámenei ajatollah honlapján azt írta, Irán „odacsap ellenségeinek”, akik kapcsolatba hozhatóak a teheráni támadásokkal. Órákkal a rakétatámadás előtt az iráni hadsereg gyors reagálású egységeit visszahívták a nyugati határvidékről.
Több iráni forrás is arról ír, hogy a Forradalmi Gárda azért Dejr ez-Zaurt választotta célpontjának, mert miután Aleppót és Moszult is elvesztették az elmúlt hónapokban, ez lett a döntéshozás, a parancsnokság és a logisztika központja.

## Rakétatámadás
A rakétákat 2017. június 17-én a Légierő az iráni Kermánsáh és Kurdisztán tartományokban lévő bázisairól indított támadásokat az ISIL szíriai állásai ellen. A Gárda beszámolói szerint a támadások főbb célpontja az ISIL „parancsnoki központjai összejöveteleinek helyszínei, logisztikai területei és az öngyilkos autóbombák gyártóterületei voltak.” Az irak–iráni háború óta Irán először vetett be közepes hatótávolságú rakétákat éles helyzetben. A jelentések szerint a rakéták Zolfaghar típusúak voltak, melyek a Fateh–110 továbbfejlesztett variánsai, hosszabb hatótávolsággal, és olyan lehetőséggel, mely alapján bombafürtöket is képes kezelni. A hivatalos hatótávolsága így 750 km. A Janes Defence Weekly szerint a rakéták 650–700 km-nyit iraki terület fölött repültek. Az iráni televízióban olyan felvételeket mutattak be, melyeken lehetett látni a rakéták fényét az éjszakai égbolton.
A The Guardian szerint ez volt az első olyan alkalom, hogy a Gárda iráni területről ehhez hasonló akciót indítson. Szintén először volt példa arra, hogy Zolfaqar rakétákat éles helyzetben bevessenek.

### A becsapódásról készült felvételek
A támadás másnapján a Forradalmi Gárda olyan felvételeket tett közzé, melyeken az látszik, mikor a rakéták sikeresen eltalálják a célpontjaikat. Ezeket olyan drónokm készítették, melyeket a Gárda Damaszkuszból küldött Dajr ez-Zaur fölé. Szóvivőjük, Ramezan Sharif ezt mondta: “Szerencsére az összes olyan drón felvétele melyeknek a feladata a hadművelet szemmel követése volt azt jelezte, hogy a hat közepes hatótávolságú iráni rakéta pontosan eltalálták a célpontokat, a terroristák legfőbb létesítményeit Szíria Dajr ez-Zaur térségében”. Amir Ali–Hajizadeh, a Forradalmi Gárda Légi Erejének parancsnoka azt mondta, a videófelvételek szerint "a rakéták pontosan eltalálták a célpontjaikat.”

## Hivatalos nyilatkozatok
A Közösségi Kapcsolatok Irodája által a támadásokról kiadott közleménye szerint a Forradalmi Gárda előzetesen arra figyelmeztetett, hogy a rakétatámadás csak figyelmeztetés volt, mellyel el akarták venni a terroristák kedvét a további akcióktól. Pontosan ez olvasható a közleményben: „A Forradalmi Gárda figyelmezteti a Takfiri terroristákat  és azok regionális valamint transzregionális partnereit, hogy lecsap majd rájuk a forradalmi harag és a revans tüze, ha a jövőben ismét ilyen sátáni és mocskos tettre ragadtatják el magukat.”
Az iráni állami televízióban Ramazan Sharif vezérezredes ezt mondta: „Ha ők [az Iszlám Állam] ennyire célzott támadást hajt végre azért, hogy megsértse biztonságunkat, biztos, hogy további kilövések lesznek, melyeknek ereje fokozódik.” „Ennek az üzenetnek elsősorban a szaúdiak és az amerikaiak a címzettjei.” mondta Sharif. “A régió pár reakcionista országa, mint Szaúd-Arábia egyértelműen és tisztán kijelentette, hogy Irán biztonságát akarják kikezdeni.” Ugyanezek a rakéták Iránból a szaúdi fővárost, Rijádot s képesek elérni.
Június 19-én Bahram Qassemi, Irán Külügyminisztériumának szóvivője azt állította, a vasárnapi rakétatámadás Szíriában a takfiri terroristák ellen csak egy „kis ütés” volt a terroristák és támogatóik arcára. A megtorlás „csak ébresztő volt azoknak, akik még nem értették meg elég tisztességesen a régió realitásait és annak határait.” Hozzátette, hogy “Irán nem veszi félvállról, hogy megsértették biztonságát és stabilitását.” Ezen kívül azt tanácsolta a takfiri terroristák regionális támogatóinak, hogy hagyjanak fel a régióban élő muzulmánok valamint az Iszlám Köztársaság elleni vendettával, és térjenek vissza a racionalizmus, testvériség, az iszlám szolidaritás útjára, és „erősítsék meg az anticionizmus mellett kialakult frontot.”
Ali Akbar Velayati, az Iszlám Forradalom vezetőjének egyik főtanácsadója azt mondta, „a világ legfüggetlenebb országa önállóan fog válaszol ni rosszakaróinak, ellenségeinek, az ellene támadó terroristáknak, akárhol is legyenek.”

## Reakciók
Mohammad Ramez Tourjman szíriai információs miniszter azt mondta, a Forradalmi Gárda rakétái megmutatták, Irán minden szinten visszavág a létezése ellen törőkre, és „elriasztotta az USA-t attól, hogy megtámadja vagy akár csak izolálja az országot.” Hozzátette, hogy a támadás annak a jele, hogy Szíria és az Irakban valamint Iránban meglévő ellenállási front arra hivatott, hogy kiirtsák a terrorizmus minden formáját, bármilyen elkövetési módról legyen is szó.
Izrael miniszterelnöke, Benjámín Netanjáhú azt mondta: „Egy üzenetem van Irán számára: Izraelt ne fenyegesse.” „Figyelünk a tetteikre és a szavaikra is.” Avigdor Liberman izraeli védelmi miniszter így reagált a rakétatámadásra: „Izrael nem aggódik. Izrael inden fejleményre felkészült. Felkészültek vagyunk, nincs aggódni- vagy félnivalónk.” Gadi Eisenkot, az izraeli védelmi erők parancsnoka elismerte, hogy a rakéta „erős bizonyíték” volt arra nézve, hogy Irán képes használni ballisztikus fegyverkészletét.

## Elemzés

### Taktikai
Gadi Eisenkot, az izraeli védelmi erők parancsnoka kijelentette, hogy a rakéták „hadi jelentősége sokkal kisebb volt” annál, mint amiről a jelentések szóltak, és az irániak „igen messze voltak a precíz találatoktól. Az izraeli média szerint az Irán által említett hét rakéta közül három még csak meg sem közelítette Szíriát, leestek Irakban, és csak egy találta el az eredetileg kitűzött célpontját, az Iszlám Állam egyik bázisát a leginkább a kezükön lévő Dejr Ezzor tartományban. A hétből egy másik ettől több száz méterre esett le, Mayadin városában. A BBC Persian egyik interjújában Farzin Nadimi, egy független katonai szakértő visszautasította Izrael állításait, és azt mondta, hogy a videó- és műholdfelvételek alapján úgy tűnik, a rakéták tökéletesen eltalálták célpontjaikat.
A Németországban élő, de az eseményeket szorosan követő Omar Abu Laila szíriai ellenzéki aktivista azt mondta, két  iráni rakéta Mayadin, az Iszlám Állam egyiik erődítménye mellett illetve annak területén csapódott be. Azt mondta, a támadásnak nem voltak áldozatai.

### Stratégiai és politikai
A Jerusalem Post szerint a támadás figyelmeztetés az Amerikai Egyesült Államoknak, Szaúd-Arábiának és Izraelnek is.
A CNN katonai elemzője szerint Irán lépése „valós eszkaláció”.  „Érdekes a célpontok kiválasztása. Azt mondják, ugyanazokra lőnek, akik a teheráni támadást kitervelték, de ez most épp támogatta a szíriai hadsereg erőfeszítéseit.” Amir Daftari, a CNN egyik teheráni producere azt mondta, Irán nem rejtegette, hogy Asszadot támogatja, „de eddig hagyták, hogy azt gondoljuk, csak olyasfélékkel segít, mint katonai tanácsok, önkéntesek és pénz.”
A Huffington Post számára készített egyik elemzésben az olvasható, hogy Irán csak szüneteltette a három évtizede elkezdett rakétamentességet, mivel Donald Trump amerikai elnök háromféleképpen is beleavatkozott a közel-keleti helyzetbe. 1) Szükségtelenül növelte a mértéket, ahogy Amerika beavatkozik a szíriai háborúba, melyből arra lehet következtetni, hogy az USA akart Szíria domináns vezetője lenn. Irán rakétája legalább részben a következőt üzenik„Nem hagyjuk, hogy Szíria a mi pályánkról a tiétekre kerüljön át.” 2) Szaúd-Arábiának és a környékbeli többi szövetségesének az USA egy biankó csekket adott a közel-keleti biztonsággal kapcsolatban, így arra bátorította őket, hogy vakmerő politikákat használjanak Irán ellen. „Egyre több iráni döntéshozó most már nem tesz különbséget a szaúdi és az amerikai agresszió között, mivel utóbbi áldását adta az előbbi erőfeszítéseire.  Ezzel Irán azt az üzenetet küldi, hogy attól függetlenül, melyik fél támadta őt meg, a megtorlási övezetében válaszol Amerikának és a szövetségeseinek is. 3) Trump kormánya Iránt vezetőváltásra szólította fel, így megszüntetnék annak a lehetőségét, hogy a nukleáris megállapodáson kívül más amerikai-iráni együttműködés is kialakulhasson. Így Teherán rakétatámadása színtiszt jelzés volt Washingtonnak: „A vezetőváltás nem lesz költségmentes. Egy háborút nem tudunk megnyerni, de túl fogjuk élni a harcokat.”